# الشيخ تمي
قرية الشيخ تمي هي إحدى القرى التابعة لمركز أبو قرقاص بمحافظة المنيا في جمهورية مصر العربية. حسب إحصاءات سنة 2006، بلغ إجمالي السكان في الشيخ تمي 10799 نسمة، منهم 5586 رجلا و5213 امرأة.